# Refugee Phrasebook
El libro de frases para personas refugiadas (Refugee Phrasebook en inglés) es una recopilación de vocabulario con frases útiles para personas refugiadas que necesitan comunicarse en otro idioma.
El proyecto inició en agosto de 2015 con el equipo alemán Berlin Refugee Help aunque actualmente la junta directiva tiene miembros de Austria, Argentina, Alemania, Países Bajos y el Reino Unido.
Su modelo de elaboración colaborativo ha generado un vocabulario con expresiones en más de 30 idiomas, incluyendo términos médicos y jurídicos, los cuales se encuentran disponibles en línea y en pdf, bajo una licencia Creative Commons cero que permite personalizar las versiones y generar una edición impresa de libre distribución.